# Emma Green
Emma Green (Bergsjön, Suècia, 8 de desembre de 1984) és una atleta sueca especialista en salt d'altura que va ser medalla de bronze als Campionats del Món de Hèlsinki 2005.
El 2003, amb 18 anys va guanyar la medalla de bronze en els Campionats d'Europa en categoria junior celebrats a Tampere, Finlàndia.
Al març de 2005 va participar en els Campionats d'Europa indoor de Madrid, on va ser vuitena.
Es va donar a conèixer l'estiu de 2005 quan de forma sorprenent va guanyar la medalla de bronze en els Campionats del Món celebrats en Hèlsinki, Finlàndia, en una prova guanyada pel seu compatriota Kajsa Bergqvist. En Hèlsinki Emma va batre la seva marca personal, amb 1,96.
Poc després, el 20 d'agost, als Campionats de Suècia celebrats a Helsingborg va tornar a millorar la seva marca, amb 1,97, que va ser la novena del món aquest any.
Està entrenada per Yannick Tregaro, que és a més el seu company sentimental, i que entrena també a la campiona del món Kajsa Bergqvist. Kajsa i Emma són grans amigues i entrenen juntes.
A vegades també participa en proves de salt de longitud (la seva millor marca és 6,41)
Als Campionats d'Europa de Göteborg 2006 va ocupar el lloc 11º amb un salt d'1,92 metres.
Als Campionats d'Europa de Barcelona 2010 va ocupar la segona posició amb 2,01 m.

## Progrés
| Any  | Marca |
| ---- | ----- |
| 2005 | 1,97  |
| 2004 | 1,90  |
| 2003 | 1,86  |
| 2002 | 1,82  |
| 2001 | 1,82  |
| 2000 | 1,73  |
| 1999 | 1,71  |